# Ronny van Poucke
Pour les articles homonymes, voir Van Poucke.
Ronny van Poucke, né le 10 février 1957 à IJzendijke et mort le 4 octobre 2016, est un footballeur néerlandais, ayant effectué toute sa carrière en Belgique. Il quitte le football professionnel en 1989, et arrête définitivement de jouer en 1993. Au début de sa carrière, il est appelé 15 fois chez les espoirs néerlandais, mais malgré un sens du but démontré tout au long de sa carrière, il ne sera jamais convoqué en équipe nationale seniors.

## Carrière
Dès son plus jeune âge, Ronny van Poucke s'affilie au club de football de sa localité, le VV IJzendijke. En 1973, le Sporting d'Anderlecht, un des clubs de pointe en Belgique, le fait venir et l'inclut dans son équipe réserves. Il patiente deux ans dans le noyau B, et fait ses débuts lors du match de gala organisé pour les adieux de la légende du club, Paul Van Himst. L'adversaire des mauves est une équipe composée des grands joueurs internationaux de l'époque, comme Pelé, Johan Cruijff, Eusébio ou Franz Beckenbauer. Il monte au jeu à 20 minutes de la fin, ce qui lui permet de jouer contre son idole, Johan Cruijff. Il doit néanmoins attendre le 5 avril 1975 pour jouer son premier match officiel, face au RFC Liège. Il joue cinq matches jusqu'à la fin de la saison, mais ne participe pas à la finale de la Coupe de Belgique gagnée par Anderlecht.
La saison suivante, Van Poucke est repris de manière régulière dans l'équipe de base, jouant 16 matches au cours desquels il marque 2 buts. Il prend part à la finale de la Coupe de Belgique à nouveau remportée par Anderlecht, mais pas à celle de la Coupe des vainqueurs de coupe, l'entraîneur Hans Croon lui préférant son compatriote Peter Ressel. L'année suivante, la concurrence en attaque est très forte, et il est le plus souvent remplaçant face à des joueurs comme Robert Rensenbrink, Attila Ladinsky et Peter Ressel. De plus, le nouvel entraîneur Raymond Goethals était réputé pour aligner le plus souvent possible des joueurs confirmés plutôt que des jeunes. Cette année-là, Anderlecht atteint à nouveau la finale de la Coupe des vainqueurs de coupe, mais doit s'incliner face à Hambourg. Il joue son dernier match en mauve le 24 mars 1978, et ne joue donc pas la finale de la Coupe des vainqueurs de coupe remportée à nouveau par Anderlecht. En fin de saison, il décide alors de quitter le club bruxellois, et rejoint Courtrai, qui vient de terminer sa première saison parmi l'élite depuis 65 ans à la 16e place. 
Ronny van Poucke s'impose rapidement comme une valeur sûre dans l'attaque courtraisienne, inscrivant 15 buts en 33 matches, sur les 27 buts inscrits par son équipe sur l'ensemble de la saison. Courtrai termine dernier et est relégué en Division 2, mais il quitte le club pour rejoindre le Lierse. Là-bas, il forme un duo d'attaque avec Erwin Vandenbergh, qui devient meilleur buteur du championnat pour la première fois. Mais une déchirure des ligaments de la cheville le prive de la fin de la saison, et en 1980, il est transféré au Waterschei. Handicapé par des petites blessures, il joue moins souvent, mais inscrit tout de même 12 buts durant la saison.
Après un an, Ronny van Poucke change à nouveau de club, et signe au Beerschot, alors en Division 2. Il alterne les bons et les moins bons matches, mais il inscrit plusieurs buts décisifs. Le Beerschot remporte notamment un match décisif pour la qualification pour le tour final face au Racing Jet Bruxelles, grâce à deux buts de van Poucke. Durant ce tour final, il inscrit trois nouveaux buts, ce qui permet au club de remonter en première division. Il joue encore deux saisons pour le club anversois, qui se maintient à chaque fois de peu parmi l'élite. En 1984, après n'avoir joué que six matches au cours de la saison écoulée, il décide de partir à La Louvière, un club de Division 3. Au cours des trois premières saisons qu'il passe dans le Hainaut, il inscrit pas moins de 70 buts, ce qui le place à jamais dans l'Histoire du club louviérois. Le club frôle même la remontée en Division 2 en 1987, terminant à seulement un point du champion, le KFC Eeklo. Il ne joue quasiment plus lors des deux saisons suivantes, et en 1989, il rejoint l'Avenir Lembeek, en Promotion. Après deux saisons, il aide le club à monter en Division 3. Il joue une saison à ce niveau, puis s'en va pour Ternat, où il met un terme à sa carrière en 1993 à la suite d'une blessure au genou.

### Palmarès
- Vainqueur de la Coupe de Belgique en 1976 avec Anderlecht.
- Finaliste de la Coupe des vainqueurs de Coupe en 1977 avec Anderlecht.